# 110299 Iceland
110299 Iceland este o planetă minoră (asteroid) din centura de asteroizi. A fost descoperită pe 25 septembrie 2001 la Observatorul Desert Eagle de William Kwong Yu Yeung și a fost numită după Ísland⁠(d). 
Obiectul prezintă o orbită caracterizată de o semiaxă mare de 2,7061792206466 UAi, o excentricitate de 0,061757477648081, o înclinație de 7,0486596947945 ° în raport cu ecliptica.